# 刘静宜
刘静宜（1925年—2023年1月6日），女，江苏苏州人，中国无机化学家、环境化学家，曾任中国化学会理事，中国环境科学学会常务理事，第二届全国政协委员，第三届全国人大代表。